# Gorutta Jones
Gorutta Jones es un luchador profesional argentino, conocido por su participación en el programa de lucha libre 100% Lucha. Fue el 3.er campeón del programa, ganándole a Mc Floyd en la final, obteniendo así el Cinturón de Campeón de Campeones y el Bastón Luxor.

## Ficha Técnica
- Lugar de nacimiento: Quebec, Canadá
- Altura: 2,02 m
- Peso: 140 kg
- Ataque favorito: Ice Punch

## Canción
Esta es la canción de Gorutta Jones, Ice Skater.
- Gorutta Jones.

- Frío como hielo,

duro como el metal,
atropella con su cuerpo a su rival.
- Es un témpano que choca,

con su fuerza sin igual,
se desliza en el frío,
destruyendo sin piedad.
- Gorutta, Jones, Jones, Jones, Jones,

Gorutta, Jones, Jones, Jones, Jones,
Gorutta, Jones, Jones, Jones, Jones,
Gorutta Jones.

## Presentación y Comienzos
Gorutta Jones fue presentado el 12 de noviembre de 2006, formando una rivalidad con el Gigante de Costa Rica La Masa.
Debutó en la 8.ª fecha del 2.º campeonato en la Wrestling machine junto con el escocés Mc Floyd derrotando al Delivery Boy Brian Sánchez y a El Rocker Vicente Viloni, al terminar el combate La Masa lo desafió.
Clasificó a los Play Offs quedando 3.º con 41 puntos.
Derrotó en los Octavos de final al Agente Secreto Ron Doxon, pasando a los Cuartos de final.
No pudo participar en los cuartos de final, Mc Floyd lo intoxicó con unos loros enfermos.
La trampa de los loros era para Vicente Viloni, él los rechazo y se los llevó Gorutta Jones.

## 2.ª Temporada
Regresó vengandose de Mc Floyd. Tuvo su mejor estancia del torneo ganando muchas luchas.
Ganó el desafío de Gigantes venciendo a La Masa, tras el combate, le rompió los ligamentos cruzados (Kayfabe). Clasificó a los play offs. En los Octavos de final derrotó a Tito Moran. pasando a Cuartos de final. En los Cuartos derrotó a Hip Hop Man. En las Semifinales derrotó a Vicente Viloni pasando a la final.
En la final derrotó a Mc Floyd ganando el Cinturón de Campeón de Campeones de 100% Lucha y el Bastón Luxor.
El cinturón no le duraría mucho, tras perderlo en los cuartos de final, al ser derrotado por Vicente Viloni en la Unificación de Títulos en el Luna Park

## 3.ª Temporada
No tuvo buena participación en la 3.ª temporada tras lesionarse en las primeras fechas.
Clasificó a los play offs avanzando hasta las los cuartos de final perdiendo contra La Masa.
Aunque en los octavos de final venció al Delivery Boy. En el 5.º torneo fue derrotado por Dorival Santos luego venció a Ron Doxon, a Beto Segovia, y empató con Vicente Viloni, siendo descalificado por Rubén Peucelle.

## 4.ª Temporada
En el 2009 era uno de los candidatos a ganar la Lanza de Amitraj, clasificó 1.º junto con Vicente Viloni y con La Masa de la Sexta Temporada.
En semifinales cayó derrotado por Vicente Viloni para después cerrar el torneo en una derrota en duplas con La Masa por Dorival Santos y Vicente Viloni.

## 5.ª Temporada
No tuvo buena participación en el 2010 tras lesionarse varias veces.
Logró clasificar a los play offs de la Séptima Temporada de 100% Lucha.
En los Cuartos de final derrotó a El Pibe Alfajor, pasando a terceros de final siendo derrotado por Balut Cuniescu.

## Logros
- Cinturón de Campeón de Campeones de 100% Lucha (1 vez)
- Bastón Luxor.

## En Lucha
Movimientos Especiales
- Ice Punch
- Canadian Bomb (Sitout Powerbomb)

Movimientos de Firma
- Spear
- Running corner body avalanche
- Reverse powerbomb
- Open-handed chop
- Back body drop
- Running jumping leg drop
- Caminar sobre la espalda o estómago de un oponente caído
- Delayed vertical suplex
- Running elbow drop

- Datos: Q5883678